# Фридрих Лудвиг Финк фон Финкенщайн
Фридрих Лудвиг Финк фон Финкенщайн (на немски: Friedrich Ludwig Graf Finck von Finckenstein; * 6 май 1709 в Берлин; † 16 март 1785 в дворец Финкенщайн, Варминско-Мазурско войводство, Полша) е граф от пруската фамилия Финк Финкенщайн в Източна Прусия, кралски пруски генерал-лейтенант рицар на Йоанитския орден.
Той е син на пруския генерал-фелдмаршал граф Албрехт Конрад Финк фон Финкенщайн (1660 – 1735) и съпругата му Сузана Магдалена фон Хоф (1676 – 1752), дъщеря на Вилхелм фон Хоф (1644 – 1689) и Йохана Доротея Швертцел фон и цу Вилингсхаузен (1650 – 1696). Майка му е главна придворна дама на кралица София Доротея Пруска, майката на крал Фридрих II (1712 – 1786). По-големият му брат Фридрих Вилхелм (1702 – 1741 близо до Молвиц) е пруски полковник и генерал-адютант на Фридрих II, по-малкият му брат Карл Вилхелм (1714 – 1800) е пруски министър.
Фридрих Лудвиг Финк фон Финкенщайн следва три години в университета във Франкфурт на Одер. След това влиза в пруската войска. През 1731 г. той е повишен на лейтенант, същата години при присъствието на краля става рицар на „Йоанитския орден“.
През 1734 г. той е доброволец в похода на Рейн, след това става хауптман. През 1741 г. той става майор и 1742 г. полковник-лейтенант, през май 1747 г. той е полковник и 1754 г. е повишен на генерал-майор и си счупва ръката. След това той е в Померания. През 1758 г. с армията на херцог Фердинанд фон Брауншвайг-Волфенбютел е в Мекленбург. Той пленява 12 френски офицери. Под командването на херцог Фердинанд фон Брауншвайг той тръгва 1759 г. против Франкфурт на Майн. На 21 март 1760 г. той е повишен на генерал-лейтенант и е преместен във войската на краля, където се бие успешно. След това се бие против руснаците, които се оттеглят през Одер. С краля той марширува за Бреслау и Швайдниц и от там за Саксония. През битката при Торгау (на 3 ноември 1760), конят му е застрелян и той попада в плен. Той е закаран в Санкт Пьолтен при Виена и след мира 1763 г. е освободен. През март той отново е в Берлин. През Войната за баварското наследство през 1778 г. той отново е в армията на краля в Силезия и Бохемия. Той умира през 1785 г. на 75 години.

## Фамилия
Фридрих Лудвиг Финк фон Финкенщайн се жени на 4 ноември 1738 г. за графиня Албертина Мария Финк фон Финкенщайн (* 23 юли 1719; † 7 май 1792, Шлобитен), дъщеря на граф Фридрих Райнхолд Финк фон Финкенщайн-Гилгенбург (1667 – 1746) и втората му съпруга Елизабет Готлиба Кьоне фон Яски (1686 – 1728). Те имат децата:
- Фридрих Албрехт или Александер? (* 28 октомври 1739; † 2 август 1765)
- Елизабет Албертина Вилхелмина (* 12 януари 1742)
- Фридрих Лудвиг Вилхелм (* 18 март 1744)
- Луиза Амалия Каролина (* 23 октомври 1746, Остероде Прусия; † 23 февруари 1825, Финкенщайн), омъжена на 26 април 1769 г. за граф и бургграф Фридрих Александер фон Дона-Шлобитен (* 6 юли 1741, Кьоногсберг; † 8 април 1825, Финкенщайн); родители на генерал-фелдмаршал Фридрих фон Дона-Шлобитен
- София Вилхелмина (* 13 февруари 1748)